# Henry Shefflin
Vous lisez un « bon article » labellisé en 2010.
Henry Shefflin, né le 1er novembre 1979 à Waterford en Irlande, est un ancien joueur de hurling irlandais, devenu entraîneur. Il joue pour le club de Ballyhale Shamrocks GAA entre 1997 et 2017, et est sélectionné pour le comté de Kilkenny entre 1999 et 2015.
Shefflin a été le capitaine de l’équipe de Kilkenny qui a remporté le All-Ireland en 2006. Le fait que Shefflin fasse partie des grands joueurs du hurling moderne est évident à la vue de son palmarès tant en équipe qu’en individuel.
Depuis 1999, il a gagné sept All-Ireland, onze titres de champion du Leinster, quatre National League et trois Railway Cup. Il totalise 23 buts et 390 points en 52 matchs de championnat ce qui fait de lui le meilleur marqueur de l’histoire du championnat d'Irlande.
Depuis 2000 il a été élu neuf fois dans l’équipe de l’année (All-Star 2000 et 2002 à 2009). Il a été le premier joueur de hurling à faire partie de cette équipe huit fois consécutivement. En 2002 et en 2006, il a reçu les trois titres possibles désignant le meilleur joueur de l’année.
En 2006, il est élu sportif irlandais de l'année.

## Biographie
Henry Shefflin naît à l’hôpital régional de Waterford. Il est le fils d'Henry et Mae Shefflin et a trois frères et trois sœurs. Sa famille est très sportive et pratique activement les sports gaéliques et tout particulièrement le hurling.
Shefflin fait ses études à l'école publique St. Patrick's de Ballyhale où ses qualités pour la pratique du hurling sont très vite remarquées par le directeur de l’école Joe Dunphy. Deux de ses frères aînés ont par ailleurs été sélectionnés dans diverses équipes de Kilkenny. John Shefflin remporte en 1990 le championnat d'Irlande des moins de 18 ans de hurling pendant que son autre frère, Tommy Shefflin, remporte le titre national la même année en moins de 21 ans,. Son plus jeune frère, Paul Shefflin, remporte à la fin des années 1990 le championnat du Leinster des moins de 18 ans avec Kilkenny.
Henry Shefflin intègre plus tard le Saint-Kieran's College à Kilkenny, une des plus importantes pépinières du hurling en Irlande. Alors qu’il est à l’époque considéré comme un hurler moyen, il éclate vraiment dans l'équipe senior du collège et remporte un titre de champion du Leinster en 1996 avant d’être remplaçant pour la finale de la Dr Croke Cup, c'est-à-dire le championnat d'Irlande des écoles secondaires. La finale oppose Saint-Kieran's au Saint-Colman's College, une autre grande pépinière du hurling dans le comté de Cork. L'équipe de Shefflin s’avère bien mieux préparée et l'emporte aisément sur le score de 1-14 à 2-6, Shefflin s'affirmant définitivement comme un joueur majeur de l'équipe.
Shefflin part ensuite pour Waterford pour suivre des cours d’électronique puis de commerce et finance au Waterford Institute of Technology. Il s'illustre de nouveau dans l’équipe de l'université en remportant deux années, consécutivement en 1999 et 2000, la Fitzgibbon Cup, le championnat d'Irlande des universités.
Le hurling étant un sport où l'amateurisme est strictement observé, Shefflin ne peut tirer de ses réussites sportives un revenu fixe. Shefflin travaille donc pour la New Holland Finance, une filiale de Bank of Ireland. Il travaille surtout dans l'industrie agricole, en particulier dans le secteur des ventes de tracteurs New Holland dans tout le sud-est de l'Irlande. Sa zone d’activité comprend en effet les comtés de Tipperary, Kilkenny, Wexford, Carlow et Kildare.
Le 30 mars 2007, Henry Shefflin se marie avec Deirdre O'Sullivan, native de Callan dans le comté de Kilkenny, et joueuse de camogie. Le couple a deux enfants, une fille née en 2008 dénommée Sadhbh et un garçon lui aussi dénommé Henry, né en 2009.

## Carrière sportive

### Avec lesBallyhale Shamrocks
Henry Shefflin joue au hurling dans le club de sa ville natale, les Ballyhale Shamrocks GAA. Il a connu de nombreux succès avec Ballyhale. Tout commence pourtant assez mal. Alors qu’il est âgé de 14 ans, Shefflin est d'abord refusé en équipe des moins de 16 ans. Avec de l’obstination et du travail il arrive un peu plus tard à intégrer l’équipe. Ballyhale Shamrocks est aujourd’hui un des clubs majeurs du hurling irlandais. Mais au début des années 1990 c’était très loin d’être le cas. Shefflin remporte son premier trophée important avec son club en 1997 lorsque Ballyhale gagne le championnat de Kilkenny des moins de 18 ans (Minor). La même année les Shamrocks remportent le championnat Intermediate de Kilkenny ce qui assure la présence du club en championnat senior. Le succès en catégorie senior est long à se dessiner à tel point qu'en 2004 une rumeur persistante envoie Shefflin à Blackrock, un club de la ville de Cork. Mais cette rumeur s’avère complètement non fondée.
En senior, Ballyhale avec dans ses rangs Shefflin remporte enfin le championnat de Kilkenny en 2006, accédant ainsi au championnat du Leinster qu’il remporte en suivant. Cette victoire lui permet de se qualifier pour le championnat d’Irlande où il doit affronter les vainqueurs des trois autres championnats provinciaux. Ballyhale se qualifie pour la finale contre Loughrea GAA. Henry Shefflin joue un rôle majeur dans la victoire en finale. En 2007, Ballyhale continue sur la même voie victorieuse en s’offrant un deuxième titre dans le championnat de Kilkenny, mais Shefflin ne joue aucun rôle dans cette victoire. Il est en effet blessé. Ballyhale s’incline ensuite en demi-finale du championnat du Leinster contre Birr GAA.
En 2008, les Ballyhale Shamrocks sont une nouvelle fois les maîtres du comté de Kilkenny. Shefflin participe à toute la saison sans être blessé et aide son club à se qualifier pour sa quatrième finale consécutive. James Stephens, club de la ville Kilkenny, est leur adversaire en finale, mais Ballyhale l’emporte. C’est le troisième titre consécutif en championnat de Kilkenny pour les Shamrocks. Dans la foulée Ballyhale se qualifie pour la finale du championnat provincial où il affronte une nouvelle fois son vieil adversaire de Birr. Finalement, Ballyhale l’emporte plutôt aisément 2-13 à 1-11, donnant ainsi à Shefflin un deuxième titre de champion du Leinster. En demi-finale du championnat d’Irlande, Ballyhale est écrasé par le Portumna GAA sur le score de 5-11 à 1-16.
En 2009, Ballyhale réussit la passe de quatre titres consécutifs en championnat du Kilkenny en battant pour la deuxième année le club de James Stephens GAA en finale. Henry Shefflin joue un rôle important dans cette victoire. La saison continue sur le même niveau en remportant pour la première fois un deuxième titre consécutif dans le championnat du Leinster. Shefflin est nommé « homme du match » lors de la demi-finale du championnat d’Irlande jouée à Thurles contre le champion du comté de Cork Newtownshandrum. Ballyhale se qualifie ainsi pour la finale revanche tant attendue contre Portumna. De nouveau le club de Shefflin ne réussit pas à prendre le dessus et perd facilement le match sur le score de 5-11 à 1-16.
La saison 2010 est celle de la revanche. Ballyhale prend enfin sa revanche sur Portumna. Après avoir battu Newtownshandrum en demi-finale du All-Ireland, les Shamrocks battent enfin Portumna lors de la finale disputée à Croke Park sur le score de 1-19 à 0-17. Shefflin marque 9 points lors de la finale. Il est aussi le meilleur buteur de la saison de club avec 45 points marqués (1-42).

### Avec les jeunes de Kilkenny
Henry Shefflin gagne ses premières sélections en équipe du comté de Kilkenny au milieu des années 1990 dans les équipes de jeunes. Il remporte son premier trophée en championnat des moins de 18 ans du Leinster en 1996 après une victoire 1-16 à 1-11 sur Dublin GAA. Kilkenny est ensuite vaincu en demi-finale du All-Ireland de la catégorie. L’année suivante Shefflin est de nouveau sélectionné dans cette même catégorie. Il remporte un deuxième titre de champion du Leinster après une écrasante victoire 3-16 à 0-10 sur Offaly GAA. Une nouvelle fois la campagne en All-Ireland s’arrête en demi-finale.
À peine sorti de l’équipe des moins de 18 ans de Kilkenny, Shefflin intègre celle Intermédiaire en 1998. Il remporte cette année-là le titre de champion du Leinster après une victoire 3-13 à 0-11 sur Wexford GAA. Un peu plus tard dans l’année, il rate de peu le doublé en perdant la finale du championnat d’Irlande contre Limerick GAA. La finale est très spectaculaire et se solde par une victoire de Limerick sur le score de 4-16 à 2-17.
À ce moment-là Shefflin est en même temps un membre à part entière de l’équipe des moins de 21 ans. Il remporte aussi dans cette catégorie le titre de champion du Leinster, cette fois par une victoire 2-10 à 0-12 sur Dublin. Kilkenny est ensuite battu en demi-finale du All-Ireland. L’année suivante Shefflin ajoute un deuxième titre du Leinster en moins de 21 ans. La suite du championnat est du même acabit, Kilkenny se qualifiant pour la finale du championnat d’Irlande. La finale contre Galway GAA se termine par la victoire de Kilkenny sur le score de 1-13 à 0-14. C’est le premier titre national de Shefflin.

### Avec Kilkenny
En 1999, Peter Shefflin fait ses grands débuts en équipe première de Kilkenny sous les ordres de son manager Brian Cody. Dès le début de saison, il fait figure de buteur prolifique. En finale du championnat provincial Shefflin marque 9 points (1-06) contre le champion national en titre, Offaly GAA mais la partie se solde par un match nul. Le match d’appui se termine par une victoire écrasante de Kilkenny sur le score de 5-14 à 1-16 ce qui donne à Shefflin son premier titre en provincial senior.
Shefflin est titulaire lors de sa première finale de championnat d’Irlande. Kilkenny affronte son meilleur ennemi Cork GAA. Dans des conditions climatiques très difficiles les deux équipes peinent à se départager commettant de très nombreuses erreurs. Néanmoins Kilkenny mène de quatre points en entrant dans le dernier quart d’heure. Mais cela s’avère insuffisant pour résister à la fin de match de la Rebel Army. Cork l’emporte finalement d’un tout petit point, 0-13 à 0-12 Shefflin est le meilleur marqueur de son équipe avec 5 points à son actif.
En 2000 Shefflin joue sa deuxième finale consécutive de championnat du Leinster, cette fois contre Offaly GAA. Une nouvelle fois Kilkenny l’emporte confortablement sur le score de 2-21 à 1-13. Les deux équipes se retrouvent ensuite en finale du championnat d'Irlande. Kilkenny l’emporte de nouveau largement sur le score de 5-15 à 1-14. Shefflin est le meilleur marqueur du match avec 8 points (2-2). C’est son premier titre national en senior. Dans la foulée, il est sélectionné pour la première fois dans l’équipe All-Star. La saison suivante, Kilkenny conserve facilement son titre dans le Leinster en battant Wexford GAA 2-19 à 0-12. Mais alors que Kilkenny se voyait déjà en finale du championnat d’Irlande pour défendre son titre national, ils sont surpris en demi-finale et sont éliminés par Galway GAA.
Kilkenny GAA se reconstruit après la désillusion de 2001 en remportant la Ligue nationale de hurling au printemps 2002. En finale les Cats sont opposés à Cork. La finale est très serrée et Kilkenny ne l’emporte que d’un point 2-15 à 2-14. Shefflin marque 3 points pour l’occasion. C’est son premier titre en NHL. Cette victoire propulse Kilkenny parmi les favoris du championnat. En finale du championnat du Leinster, Shefflin et ses coéquipiers affrontent Wexford. La victoire des Cats est étriquée : 0-19 à 0-17. C'est le quatrième titre du Leinster pour Shefflin. Une victoire sur leurs voisins de Tipperary donne la possibilité à Kilkenny de rejouer une finale de championnat d'Irlande. Leur adversaire pour l’occasion est Clare GAA. Cette équipe pourtant battue au premier tour du championnat du Leinster a réussi à se hisser en finale du All-Ireland. Kilkenny part largement favori pour les spécialistes. Shefflin emmène son équipe vers le titre en marquant 10 points (1-07). Kilkenny l'emporte finalement 2-20 à 0-19 face à Clare qui a raté trop d’occasions faciles pour prétendre au titre. Ce deuxième titre national s’accompagne pour Shefflin de sa deuxième nomination parmi les All-Star. Il remporte aussi les trois titres de meilleur joueur décernés par les sponsors Texaco et Vodafone et pas ses pairs de la Gaelic Players’ Association.
La domination de Kilkenny sur le hurling continue en 2003. Pour la deuxième année consécutive, l’équipe de Shefflin se qualifie pour la finale de la Ligue nationale de hurling. Leurs voisins et grands rivaux Tipperary GAA sont leurs adversaires. Après une finale de haut niveau au sein de laquelle Shefflin marque 12 points (2-06), Kilkenny l’emporte par le plus petit des écarts sur le score de 5-14 à 5-13. Kilkenny enchaîne ensuite par un cinquième titre du Leinster en battant de nouveau Wexford 2-23 à 2-12. Kilkenny se qualifie ensuite pour la finale du All-Ireland. Face à Cork la finale est très serrée, il faut attendre les cinq dernières minutes pour voir Kilkenny prendre le dessus définitivement sur son adversaire et remporter le match sur le score de 1-14 à 1-11. Cette troisième victoire dans le All-Ireland s’accompagne pour Shefflin d'une troisième nomination parmi l’équipe All-Star.
En 2004, Kilkenny vise une troisième victoire consécutive en championnat d’Irlande. La pression sur l’équipe est telle que Kilkenny perd pour la première fois en sept ans en demi-finale du championnat du Leinster. Wexford s’empare du titre grâce à un but marqué dans les dernières minutes du match. Kilkenny doit donc passer par les matchs de qualification pour participer au championnat d’Irlande. Après une frayeur contre Clare GAA, les Cats se qualifient néanmoins pour la finale du All-Ireland. Comme lors de la saison précédente, c’est Cork qui se présente face à eux. Le match est très équilibré jusque dans les vingt dernières minutes où Cork marque alors neuf points sans en encaisser un seul. Cork l’emporte finalement 0-17 à 0-9. Shefflin marque 5 points au cours de ce match, étant une nouvelle fois le meilleur marqueur de son équipe. Il est, en fin de saison honoré d’un troisième titre de All-Star consécutif. En 2005, Kilkenny retrouve une qualité de jeu et se qualifie pour la finale de la Ligue nationale de hurling. La finale contre Clare est à sens unique, Kilkenny écrasant son adversaire sur le score de 3-20 à 0-15, avec 10 points marqués par Shefflin (1-07). Les Cats remportent ainsi sa troisième Ligue en dix ans. La défaite en finale du championnat du Leinster en 2004 n’est plus qu’un mauvais souvenir, Kilkenny prend sa revanche sur Wexford en remportant 0-22 à 1-16 le championnat 2005. C’est le sixième titre de Shefflin dans le Leinster. Alors qu’une troisième finale consécutive en All-Ireland contre Cork, Galway bat Kilkenny en demi-finale au cours d’un des plus grands matchs de la décennie. Ce coup d’arrêt n’empêche pas Shefflin d’obtenir une cinquième sélection consécutive en équipe All-Star.
En 2006, Shefflin et son équipe remportent une quatrième Ligue nationale de hurling en cinq ans après avoir battu Limerick GAA 3-11 à 0-14 en finale. À la suite de ce titre, Shefflin s’empare, en battant facilement Wexford, d’un septième titre de champion du Leinster. Kilkenny se qualifie ensuite sans coup férir pour la finale du All-Ireland. Comme pour les saisons précédentes, tous les aficionados du hurling attendent cette finale contre Cork qui de son côté tente de remporter un troisième titre consécutif. Mais Kilkenny s’avère trop fort pour la Rebel Army et l’emporte 1-16 à 1-13. Cette victoire donne à Shefflin son quatrième titre de champion d'Irlande et lui permet d’obtenir une sixième nomination dans l’équipe All-Star. Cette année 2006 est aussi celle de la consécration pour Henry Shefflin : il est élu sportif de l’année par RTÉ, la télévision nationale irlandaise.
En 2007, Kilkenny tente de remporter un troisième titre consécutif en Ligue nationale de hurling. Henry Shefflin, qui vient d'être nommé capitaine de l'équipe, ne participe que très peu à cette épreuve. Il est néanmoins titularisé pour la finale. Mais Waterford GAA gagne la compétition pour la première fois en quarante-quatre ans. Kilkenny ne se décourage pas après cette défaite et parvient sans difficulté à remporter une huitième victoire en championnat du Leinster. Puis, une fois de plus, Kilkenny se qualifie pour la finale du All-Ireland. Cette fois-ci l’adversaire est Limerick GAA. Kilkenny prend le meilleur départ en marquant deux buts dans les dix premières minutes par Eddie Brennan et Shefflin. Mais ce dernier se blesse et doit être remplacé à la mi-temps. En dépit de la perte de son capitaine et meilleur joueur, Kilkenny arrive à l’emporter. Le score final est de 2-19 à 1-15. Shefflin peut donc se présenter en capitaine pour la remise de la Liam McCarthy Cup. 2008 voit Kilkenny adopter une tactique très offensive pour tenter de gagner une troisième fois consécutive le titre irlandais. Henry Shefflin ne participe pas à la Ligue nationale à cause de sa blessure contractée en finale du All-Ireland, mais il est rétabli pour le championnat provincial. Kilkenny se fraye un passage facile au travers du championnat du Leinster jusqu'en finale où il affronte Wexford GAA. La première mi-temps est le seul moment difficile de la campagne provinciale, mais Kilkenny s'empare plutôt facilement de son neuvième titre de champion en gagnant 5-21 à 0-17. Cette victoire permet à Kilkenny de se qualifier directement pour les demi-finales du All-Ireland. Ils sont ensuite rejoints pour ce match par Cork. C’est la première fois que les deux équipes se rencontrent à un autre niveau qu'en finale. La rencontre est disputée, mais Kilkenny l’emporte 1-23 à 0-17 avec 11 points de Shefflin. La finale voit ensuite s'opposer Waterford et Kilkenny. C’est le premier affrontement en finale entre ces deux équipes depuis quarante-cinq ans. Kilkenny attaque la rencontre tout en puissance, marquant deux buts dans les vingt premières minutes. La finale est jouée avant la fin de la première mi-temps. Kilkenny écrase finalement son adversaire sur le score de 3-30 à 1-13. Shefflin marque 8 points lors de la finale. Il gagne ainsi son sixième trophée national et dans la foulée sa septième nomination successive en équipe All-Star, ce qui constitue un nouveau record.

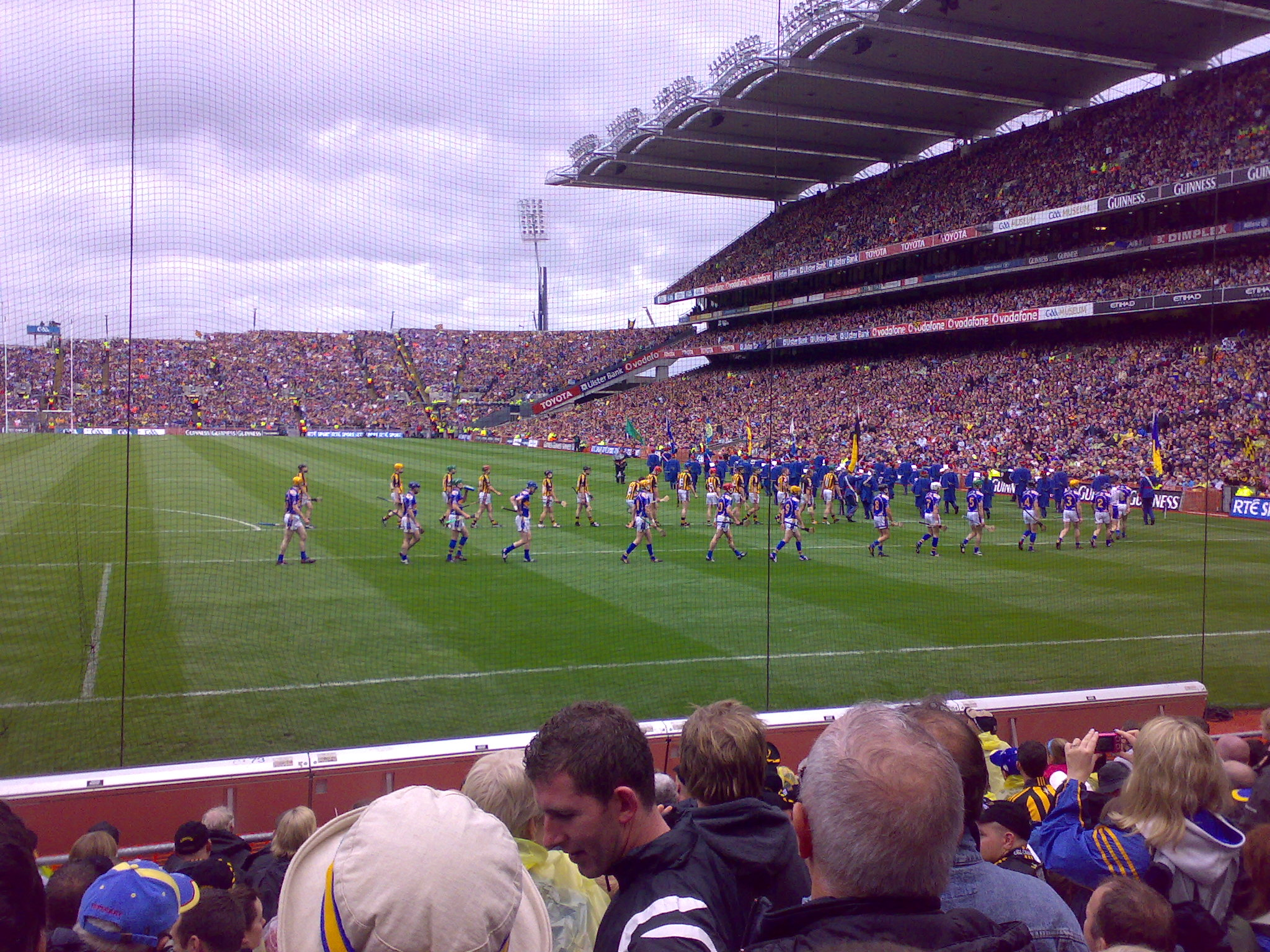
Entrée des joueurs dans Croke Park lors de la finale du All-Ireland 2009

Avec leur troisième titre acquis en 2008, Kilkenny entend bien battre le record de Cork et tente de remporter un quatrième titre consécutif. Seul Tipperary GAA semble alors aux yeux des observateurs avertis en mesure de battre les Cats. La finale de la Ligue nationale oppose donc les deux équipes les plus attendues. Tipperary prend un avantage d’entrée, mais ne peut maintenir son avance. À la fin du temps réglementaire, les deux équipes sont à égalité. Pendant les prolongations, les deux équipes sont au coude à coude avant que, dans les derniers instants, Kilkenny prenne définitivement le dessus et l’emporte 2-26 à 4-17. C’est la cinquième victoire de Shefflin en Ligue nationale. Le championnat provincial se termine par une finale entre Kilkenny et Dublin GAA. En l'absence du capitaine Michael Fennelly, Shefflin récupère le brassard. Alors que tout le monde attend une victoire facile des Cats, Kilkenny éprouve toutes les difficultés à dominer les Dublinois. Il faut attendre les deux buts de Martin Comerford pour valider une victoire par 2-18 à 0-18 et ainsi un dixième trophée dans la compétition pour Shefflin. Après six semaines sans jouer et une demi-finale très disputée contre Waterford, Kilkenny se qualifie pour une quatrième finale consécutive et est donc en passe de réaliser un exploit sans précédent. Une fois encore, Tipperary se dresse sur son chemin. Pendant une grande partie du match, Tipperary semble en mesure de battre Kilkenny, mais deux buts marqués en moins d'une minute, dont un penalty de Shefflin, scelle une victoire historique pour Kilkenny 2-22 à 0-23. L'équipe de Kilkenny égale le record de quatre victoires consécutives établi par Cork GAA entre 1941 et 1944. Shefflin remporte à titre personnel son septième championnat national
La saison 2010 de Shefflin est particulièrement difficile. Il ne dispute aucune rencontre de la ligue nationale de hurling que Kilkenny termine à une piètre quatrième place. Il récupère sa place pour disputer le championnat du Leinster. Kilkenny est qualifié d’office pour les demi-finales. Il affronte et bat Dublin très facilement 4-19 à 0-12. Shefflin marque 12 points. La finale oppose ensuite Kilkenny à Galway. Shefflin marque cette fois-ci 10 points (1-07) apportant une contribution décisive à la victoire de son équipe 1-19 à 1-12. Kilkenny se qualifie alors directement pour les demi-finales du All-Ireland. Kilkenny se voit opposé Cork pour accéder à la finale et tenter de gagner un cinquième titre consécutif. Le match est à sens unique, Kilkenny imposant immédiatement sa force. Avant la moitié de la première mi-temps, Kilkenny a déjà pris une avance que Cork ne pourra plus rattraper. Mais entre la 17e et la 22e minute, Kilkenny perd deux de ses joueurs majeurs, Brian Hogan pour une blessure à l’épaule et surtout Henry Shefflin pour une blessure au genou. Kilkenny se qualifie tout de même facilement sur le score de 3-22 à 0-19. Le 10 août 2010, Shefflin apprend qu’il ne pourra disputer la finale du All-Ireland : il souffre des ligaments croisés au genou gauche. Toute la préparation de la finale est centrée autour de la blessure de Shefflin. Alors qu’il faut normalement plusieurs mois pour guérir de ce genre de blessure, Shefflin, avec l’aide d’un physiothérapeute tente de se rétablir suffisamment pour pouvoir participer à ce qui pourrait être le sommet de sa carrière sportive : remporter un cinquième titre consécutif en All-Ireland. Ses progrès physiques semblent suffisants pour que son entraîneur l’intègre à l’équipe. La finale se dispute contre Tipperary. Les premières minutes sont à l’avantage de Kilkenny, Shefflin marque même un point. Mais la douleur se réveille et Shefflin doit laisser sa place dès la 12e minute du match. Le reste de la rencontre est à sens unique : Tipperary est bien trop fort pour une équipe de Kilkenny diminuée et remporte une victoire méritée sur un score assez large de 4-17 à 1-18. Kilkenny ne remportera pas de cinquième titre consécutif.

### Avec le Leinster
Henry Shefflin a de nombreuses fois été sélectionné dans l'équipe du Leinster pour disputer la Railway Cup. Sa première sélection date de 1999. Mais il doit attendre 2002 pour remporter cette compétition. Il remporte une deuxième victoire consécutive l’année suivante en battant le Connacht. Sa troisième victoire a lieu en 2009 lorsque le Leinster bat de nouveau le Connacht, mais cette fois au cours d'une finale disputée à Abou Dabi.

## Statistiques

### Tableau des matchs
Ce tableau présente le détail des matchs d'Henry Shefflin avec l'équipe de Kilkenny.
| no | Date              | Lieu                     | Opposition    | Points marqués | Résultat     | Compétition                                |
| -- | ----------------- | ------------------------ | ------------- | -------------- | ------------ | ------------------------------------------ |
| 1  | 20 juin 1999      | Croke Park, Dublin       | Laois GAA     | 0-10           | 6-21 : 1-14  | Leinster demi-finale                       |
| 2  | 11 juillet 1999   | Croke Park, Dublin       | Offaly GAA    | 1-6            | 5-11 : 1-16  | Leinster finale                            |
| 3  | 15 août 1999      | Croke Park, Dublin       | Clare GAA     | 0-3            | 2-14 : 1-13  | All-Ireland demi-finale                    |
| 4  | 12 septembre 1999 | Croke Park, Dublin       | Cork GAA      | 0-5            | 0-12 : 0-13  | All-Ireland Finale                         |
| 5  | 19 juin 2000      | Croke Park, Dublin       | Dublin GAA    | 0-6            | 3-16 : 0-10  | Leinster demi-finale                       |
| 6  | 9 juillet 2000    | Croke Park, Dublin       | Offaly GAA    | 0-6            | 2-21 : 1-13  | Leinster Finale                            |
| 7  | 13 août 2000      | Croke Park, Dublin       | Galway GAA    | 0-7            | 2-19 : 0-17  | All-Ireland demi-finale                    |
| 8  | 10 septembre 2000 | Croke Park, Dublin       | Offaly GAA    | 1-3            | 5-15 : 1-14  | All-Ireland finale                         |
| 9  | 10 juin 2001      | Croke Park, Dublin       | Offaly GAA    | 1-6            | 3-21 : 0-18  | Leinster demi-finale                       |
| 10 | 8 juillet 2001    | Croke Park, Dublin       | Wexford GAA   | 0-4            | 2-19 : 0-12  | Leinster finale                            |
| 11 | 19 août 2001      | Croke Park, Dublin       | Galway GAA    | 0-9            | 1-13 : 2-15  | All-Ireland demi-finale                    |
| 12 | 6 juin 2002       | Semple Stadium, Thurles  | Offaly GAA    | 0-11           | 2-20 : 1-14  | Leinster demi-finale                       |
| 13 | 6 juillet 2002    | Croke Park, Dublin       | Wexford GAA   | 0-8            | 0-19 : 0-17  | Leinster finale                            |
| 14 | 18 août 2002      | Croke Park, Dublin       | Tipperary GAA | 0-7            | 1-20 : 1-16  | All-Ireland demi-finale                    |
| 15 | 8 septembre 2002  | Croke Park, Dublin       | Clare GAA     | 1-7            | 2-20 : 0-19  | All-Ireland finale                         |
| 16 | 6 juin 2003       | Nowlan Park, Kilkenny    | Dublin GAA    | 1-4            | 3-16 : 0-10  | Leinster demi-finale                       |
| 17 | 6 juillet 2003    | Croke Park, Dublin       | Wexford GAA   | 1-8            | 2-23 : 1-22  | Leinster finale                            |
| 18 | 17 août 2003      | Croke Park, Dublin       | Tipperary GAA | 1-7            | 3-18 : 0-15  | All-Ireland demi-finale                    |
| 19 | 11 septembre 2003 | Croke Park, Dublin       | Cork GAA      | 0-6            | 1-14 : 1-11  | All-Ireland finale                         |
| 20 | 13 juin 2004      | Croke Park, Dublin       | Wexford GAA   | 0-5            | 1-16 : 2-15  | Leinster demi-finale                       |
| 21 | 26 juin 2004      | Dr. Cullen Park, Carlow  | Dublin GAA    | 2-8            | 4-22 : 0-8   | All-Ireland qualifications                 |
| 22 | 11 juillet 2004   | Semple Stadium, Thurles  | Galway GAA    | 2-11           | 4-20 : 1-10  | All-Ireland qualifications                 |
| 23 | 25 juillet 2004   | Croke Park, Dublin       | Clare GAA     | 0-9            | 1-13 : 1-13  | All-Ireland quart de finale                |
| 24 | 31 juillet 2004   | Semple Stadium, Thurles  | Clare GAA     | 0-3            | 1-11 : 0-9   | All-Ireland quart de finale (match rejoué) |
| 25 | 8 août 2004       | Croke Park, Dublin       | Waterford GAA | 2-4            | 3-12 : 0-18  | All-Ireland demi-finale                    |
| 26 | 12 septembre 2004 | Croke Park, Dublin       | Cork GAA      | 0-5            | 0-9 : 0-17   | All-Ireland finale                         |
| 27 | 3 juillet 2005    | Croke Park, Dublin       | Offaly GAA    | 2-11           | 6-28 : 0-15  | Leinster demi-finale                       |
| 28 | 3 juillet 2005    | Croke Park, Dublin       | Wexford GAA   | 0-8            | 0-22 : 1-16  | Leinster finale                            |
| 29 | 31 juillet 2005   | Croke Park, Dublin       | Limerick GAA  | 0-9            | 0-18 : 0-13  | All-Ireland quart de finale                |
| 30 | 21 août 2005      | Croke Park, Dublin       | Galway GAA    | 1-9            | 4-18 : 5-18  | All-Ireland demi-finale                    |
| 31 | 10 juin 2006      | Cusack Park, Mullingar   | Westmeath GAA | 0-8            | 1-27 : 1-13  | Leinster demi-finale                       |
| 32 | 2 juillet 2006    | Croke Park, Dublin       | Wexford GAA   | 1-7            | 1-23 : 1-12  | Leinster finale                            |
| 33 | 22 juillet 2006   | Semple Stadium, Thurles  | Galway GAA    | 0-11           | 2-22 : 3-14  | All-Ireland quart de finale                |
| 34 | 13 août 2006      | Croke Park, Dublin       | Clare GAA     | 1-13           | 2-21 : 1-16  | All-Ireland demi-finale                    |
| 35 | 3 septembre 2006  | Croke Park, Dublin       | Cork GAA      | 0-8            | 1-16 : 1-13  | All-Ireland finale                         |
| 36 | 10 juin 2007      | O'Moore Park, Portlaoise | Offaly GAA    | 0-12           | 1-27 : 1-13  | Leinster demi-finale                       |
| 37 | 1er juillet 2007  | Croke Park, Dublin       | Wexford GAA   | 0-9            | 2-24 : 1-12  | Leinster finale                            |
| 38 | 28 juillet 2007   | Croke Park, Dublin       | Galway GAA    | 0-7            | 3-22 : 1-18  | All-Ireland quart de finale                |
| 39 | 5 août 2007       | Croke Park, Dublin       | Wexford GAA   | 0-14           | 0-23 : 1-13  | All-Ireland demi-finale                    |
| 40 | 2 septembre 2007  | Croke Park, Dublin       | Limerick GAA  | 1-2            | 2-19 : 1-15  | All-Ireland finale                         |
| 41 | 15 juin 2008      | O'Moore Park, Portlaoise | Offaly GAA    | 0-11           | 2-24 : 0-12  | Leinster demi-finale                       |
| 42 | 6 juillet 2008    | Croke Park, Dublin       | Wexford GAA   | 1-7            | 5-21 : 0-17  | Leinster finale                            |
| 43 | 10 août 2008      | Croke Park, Dublin       | Cork GAA      | 0-9            | 1-23 : 0-17  | All-Ireland demi-finale                    |
| 44 | 7 septembre 2008  | Croke Park, Dublin       | Waterford GAA | 0-8            | 3-30 : 1-13  | All-Ireland finale                         |
| 45 | 21 juin 2009      | O'Connor Park, Tullamore | Galway GAA    | 0-10           | 2-20 : 3-13  | Leinster demi-finale                       |
| 46 | 5 juillet 2009    | Croke Park, Dublin       | Dublin GAA    | 0-6            | 2-18 : 0-18  | Leinster finale                            |
| 47 | 9 août 2009       | Croke Park, Dublin       | Waterford GAA | 1-14           | 2-23 : 3-15  | All-Ireland demi-finale                    |
| 48 | 6 septembre 2009  | Croke Park, Dublin       | Tipperary GAA | 1-8            | 2-22 : 0-23  | All-Ireland finale                         |
| 49 | 20 juin 2010      | Croke Park, Dublin       | Dublin GAA    | 0-12           | 4-19 : 0-12  | Leinster demi-finale                       |
| 50 | 4 juillet 2010    | Croke Park, Dublin       | Galway GAA    | 1-07           | 1-19 : 1-12  | Leinster finale                            |
| 51 | 8 août 2010       | Croke Park, Dublin       | Cork GAA      | 0-02           | 3-22 : 0-19  | All-Ireland demi-finale                    |
| 52 | 5 septembre 2010  | Croke Park, Dublin       | Cork GAA      | 0-01           | 1-18 : 4-17  | All-Ireland finale                         |
| 53 | 12 juin 2011      | Wexford Park, Wexford    | Wexford GAA   | 0-09           | 1-26 : 1-15  | Leinster demi-finale                       |
| 54 | 3 juillet 2011    | Croke Park, Dublin       | Dublin GAA    | 1-09           | 4-17 : 1-15  | Leinster finale                            |
| 55 | 7 août 2011       | Croke Park, Dublin       | Waterford GAA | 0-07           | 2-19 : 1-16  | All-Ireland demi-finale                    |
| 56 | 4 septembre 2011  | Croke Park, Dublin       | Tipperary GAA | 0-07           | 2-17 : 1-16  | All-Ireland finale                         |
| 57 | 23 juin 2012      | Portlaoise, Laois        | Dublin GAA    | 0-10           | 2-21 : 0-09  | Leinster demi-finale                       |
| 58 | 8 juillet 2012    | Croke Park, Dublin       | Galway GAA    | 1-08           | 2-11 : 2-21  | Leinster finale                            |
| 59 | 29 juillet 2012   | Semple Stadium, Thurles  | Limerick GAA  | 2-06           | 4-16 : 1-16  | All-Ireland quart de finale                |
| 60 | 19 août 2012      | Croke Park, Dublin       | Tipperary GAA | 0-11           | 4-24 : 1-15  | All-Ireland demi-finale                    |
| 61 | 9 septembre 2012  | Croke Park, Dublin       | Galway GAA    | 0-12           | 0-19 : 2-13  | All-Ireland finale                         |
| 62 | 30 septembre 2012 | Croke Park, Dublin       | Galway GAA    | 0-09           | 3-22 : 3-11  | All-Ireland finale (match rejoué)          |
| 63 | 6 juillet 2013    | Nowlan Park, Kilkenny    | Tipperary GAA | 0-00           | 0-20 : 1-14  | All-Ireland 2e tour                        |
| 64 | 13 juillet 2013   | Semple Stadium, Thurles  | Waterford GAA | 0-00           | 1-22 : 12-16 | All-Ireland 3e tour                        |
| 65 | 28 juillet 2013   | Semple Stadium, Thurles  | Cork GAA      | 0-00           | 0-14 : 0-19  | All-Ireland quart de finale                |
| 66 | 22 juin 2014      | O'Connor Park, Tullamore | Galway GAA    | 0-01           | 3-22 : 5-16  | Leinster demi-finale                       |
| 67 | 28 juin 2014      | O'Connor Park, Tullamore | Galway GAA    | 0-00           | 3-19 : 1-17  | Leinster demi-finale (match rejoué)        |
| 68 | 6 juillet 2014    | Croke Park, Dublin       | Dublin GAA    | 0-03           | 0-24 : 1-09  | Leinster finale                            |
| 69 | 10 août 2014      | Croke Park, Dublin       | Limerick GAA  | 0-00           | 2-13 : 0-17  | All-Ireland demi-finale                    |
| 70 | 7 septembre 2014  | Croke Park, Dublin       | Tipperary GAA | 0-00           | 3-22 : 1-28  | All-Ireland finale                         |
| 71 | 27 septembre 2014 | Croke Park, Dublin       | Tipperary GAA | 0-00           | 2-17 : 2-14  | All-Ireland finale (match rejoué)          |

### Classement des marqueurs de points
Henry Shefflin est le meilleur marqueur de points de l'histoire du hurling. Il dépasse le vieux record de Christy Ring en 2007 et celui de Eddie Keher, un homme du comté de Kilkenny comme lui, lors de la demi-finale du championnat du Leinster en 2010.
Shefflin a marqué au moins un but lors de chaque saison de championnat depuis ses débuts en 1999.
| Rang | Joueur         | Équipe    | Points          | Matchs | Années        | Moyenne |
| ---- | -------------- | --------- | --------------- | ------ | ------------- | ------- |
| 1    | Henry Shefflin | Kilkenny  | 23-390 (460pts) | 52     | 1999–en cours | 8.8     |
| 2    | Eddie Keher    | Kilkenny  | 35-334 (439pts) | 50     | 1959–1977     | 8.8     |
| 3    | Eoin Kelly     | Tipperary | 17-319 (377pts) | 49     | 2000–en cours | 7.6     |
| 4    | Christy Ring   | Cork      | 33-208 (305pts) | 64     | 1940–1963     | 4.8     |
| 5    | D. J. Carey    | Kilkenny  | 34-195 (297pts) | 57     | 1989–2005     | 5.2     |

### Nomination parmi les All-Star
Henry Shefflin fait partie des trois sportifs irlandais sélectionnés neuf fois dans l'équipe All-Star de l'année. Il a la particularité d'avoir connu cette sélection huit fois consécutivement entre 2002 et 2009. En 2010, il a fait partie des nommés pour la sélection, mais a raté la dixième étoile qui aurait fait de lui le plus étoilé de l'histoire des sports gaéliques.
| Rang | All-Star | Joueur         | Équipe   | Sport             |
| ---- | -------- | -------------- | -------- | ----------------- |
| 1    | 9        | Henry Shefflin | Kilkenny | Hurling           |
| 1    | 9        | D. J. Carey    | Kilkenny | Hurling           |
| 1    | 9        | Pat Spillane   | Kerry    | Football gaélique |
| 4    | 8        | Tommy Walsh    | Kilkenny | Hurling           |
| 5    | 7        | Mikey Sheehy   | Kerry    | Football gaélique |
| 5    | 7        | Noel Skehan    | Kilkenny | Hurling           |

## Palmarès
Henry Shefflin a remporté le championnat d'Irlande avec quatre types d'équipes différentes : en club, avec son université, en équipe de comté et en équipe de province.

### Ballyhale Shamrocks
- All-Ireland Senior Club Hurling Championship :
  - Vainqueur : 2007
- Championnat des clubs du Leinster :
  - Vainqueur : 2006, 2008

### Waterford Institute of Technology
- Fitzgibbon Cup :
  - Vainqueur : 1998-99, 1999-00

### Kilkenny
- All-Ireland Senior Hurling Championship :
  - Vainqueur : 2000, 2002, 2003, 2006, 2007, 2008, 2009
  - Finaliste : 1999, 2004, 2010
- Leinster Senior Hurling Championship :
  - Vainqueur: 1999, 2000, 2001, 2002, 2003, 2005, 2006, 2007, 2008, 2009, 2010
- Ligue nationale de hurling :
  - Vainqueur : 2002, 2003, 2005, 2006
  - Finaliste : 2007

### Leinster
- Railway Cup :
  - Vainqueur : 2002, 2003, 2009
  - Finaliste : 2000

### Trophées personnels
Entre 2002 et 2009 en sport il a été désigné huit fois consécutivement pour faire partie de l'équipe All-Star regroupant les meilleurs joueurs de l'année poste par poste. C'est le record de sélections consécutives.
- All-Stars : 
  - 2000, 2002, 2003, 2004, 2005, 2006, 2007, 2008, 2009

Chaque année trois trophées permettant d'identifier le meilleur joueur de hurling de la saison sont attribués par trois organisations ou sponsors différents : l'Association des joueurs de sports gaéliques et les sponsors Texaco et Vodaphone. Henry Shefflin a remporté en 2002 et 2006 les trois trophées mis en jeu.
- Hurler de l'année (Texaco) : 
  - 2002, 2006
- Hurler de l'année (Vodafone) : 
  - 2002, 2006
- Hurler de l'année (Association des joueurs de sports gaéliques) : 
  - 2002, 2006

En 2006, Henry Shefflin est désigné par la télévision nationale irlandaise Raidió Teilifís Éireann comme étant le sportif de l'année. C'est la deuxième fois que ce titre échoit à un sportif amateur et pratiquant les sports gaéliques. Il succède d'ailleurs au palmarès au hurler de Cork GAA Seán Óg Ó hAilpín.
- Personnalité sportive de l'année (RTÉ) : 
  - 2006